# Eulepidotis philosis
Eulepidotis philosis là một loài bướm đêm trong họ Erebidae.